# Jacques Hardel
Jacques Hardel (vers 1643 - 1678) est un compositeur et claveciniste français.

## Biographie
Jacques Hardel est issu d'une famille de facteurs d'instruments établis à Paris depuis au moins son grand'père Gilles Hardel. Il est le fils de Guillaume Hardel, maître luthier, et de l'épouse d'iceluy, Marguerite Hurel. Considéré le meilleur élève de Jacques Champion de Chambonnières, il devient musicien de Monsieur, frère de Louis XIV, puis musicien officiel de Madame et professeur de clavecin de sa fille.
Jacques Hardel meurt vers l'âge de 35 ans ; il n'était pas marié et ses biens furent hérités par sa sœur aînée Françoise qui était née en 1642. Cet héritage comprenait un grand clavecin, une épinette et nombre d'instruments à cordes (violes, luths, pochettes...)
Il est un des principaux clavecinistes continuateurs directs de Chambonnières, avec Louis Couperin, Jean-Henri d'Anglebert et Nicolas Lebègue. Il a eu un seul élève du nom de Fleury.
Il n’a jamais publié ses œuvres ; la dizaine de pièces qui nous restent sont disséminées dans des manuscrits, tels que le manuscrit Bauyn (1690) ou le manuscrit de Mademoiselle de La Pierre (Paris, BnF). Ses pièces, selon Jean Le Gallois, « ont fait longtemps les délices de la cour et particulièrement du roi » (Lettre à Mlle Régnault de Solier touchant la musique, Paris, Michalet, 1680) et « Hardel était le plus parfait imitateur du style de Chambonnières ». Louis XIV « prenoit un plaisir singulier » à l’écouter.

## Discographie
- Complete Works for Harpsichord (Nicolas Lebègue & Jacques Hardel), Karen Flint, clavecins Ioannes Ruckers de 1627 et 1635, 3 CD Plectra, PL21401 avec un livret documenté, 2014.